# Jacques Mitte de Chevrières
Jacques Mitte de Chevrières, parfois Mitte de Miolans, est un seigneur du Forez né le 28 août 1549 à Chevrières, dans l'actuel département de la Loire, et mort le 9 mai 1606 dans son château de Septème, dans le département de l'Isère.

## Biographie

### Origines
Jacques Mitte de Chevrières est le fils cadet de Jean Mitte de Chevrières († 1574) et de Françoise Maréchal. Par la mort de cinq de ses frères, il devient l'aîné et l'unique héritier de la famille.

### Mariages
En premières noces, il épousa, en 1577, Gabrielle d'Urgel de St-Priest, dame de Saint-Chamond (1547-1596), fille de Christophe de Saint-Chamond († 1580) et de Louise d'Ancézune. Gabrielle était l'unique héritière de la seigneurie de Saint-Chamond. De cette union naquirent :
- Jean, Claude et Claude, tous trois morts jeunes.
- Melchior (1586-1649). Ambassadeur de Louis XIII en 1629, lieutenant-général des armées du roi en 1633, ministre d'Etat.
- Louis, mort jeune.
- Gasparde (v.1587 - † 1624). Mariée fort jeune, le 24 décembre 1595, à Jean Timoléon de Beaufort, marquis de Canillac. Veuve à 17 ans, elle fut enlevée en 1604 par Claude IV de l'Aubespine (1574-1619), marquis de Châteauneuf en Berry, qui l'épousa de force. Enfin, elle se remaria le 19 décembre 1620 avec Henri de la Chastre, comte de Nançay[2].
- Anne, mort(e) jeune.

En secondes noces, il épousa, le 26 février 1601, à Lyon, Gabrielle de Gadagne, dernière fille de Guillaume de Gadagne et de Jeanne de Sugny. De cette union, il eut :
- Jean-François (1602-1621). Commandant d'un régiment de 1000 hommes de pied, mort au siège de Montauban, atteint par un éclat de mine[3].
- Marie, Claudine et Jacques, tous trois morts jeunes.

### Carrière politique et militaire
Sous Henri III, fut nommé capitaine de 50 hommes d'armes puis maréchal de camp des armées de Sa Majesté.
Il combat durant la huitième guerre de religion avec la Ligue, contre Henri IV, mais se rallie ensuite à lui après son sacre au trône de France, en 1594.
Il fut nommé conseiller d'Etat le 13 juillet 1594, lieutenant du gouverneur du Velay le 20 septembre 1595 et lieutenant général du Lyonnais le 15 février 1601.
Le 2 janvier 1599, il est promu chevalier du l'ordre du Saint-Esprit par le roi Henri IV.
Jacques Mitte fut Ambassadeur Extraordinaire pour le Roi auprès du Duc de Savoie en 1601.

## Armoiries

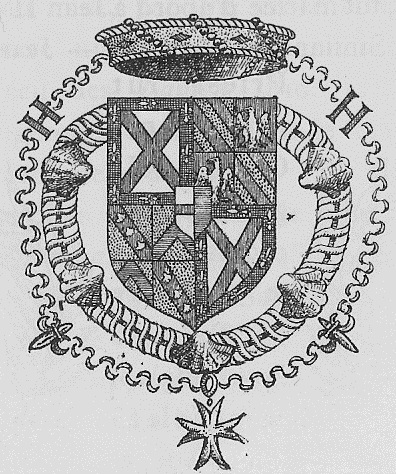
Armes personnelles.